# TEA'S原味
Tea′s原味，公司登記名稱新村國際有限公司，是一個起源於臺灣嘉義市東區的連鎖手搖飲料店品牌。成立於2005年，從嘉義文化路夜市起家，創辦人兼董事長為蔡佳憲。Tea′s為跨國企業，目前全球共有271家門市，全集團則有超過1000家門市。除了東區總部之外在平鎮（北區分公司）及杭州（中國分公司）亦設有分公司，並在民雄、桃園設有分工廠。Tea's在總部所在的嘉義市店鋪數及支持度位居第一。擁有自己物流團隊，原物料、包材可安心快速配送到各位加盟店裡。

## 沿革
- 2005年，創立於文化路夜市。
- 2022年，Tea's原味及旗下白巷子與統一集團純喫茶合作各推出三款推出聯名手搖飲[9]。

## 廠區
- 總部廠：嘉義市東區保成路560號（位於後湖工業區）
- 民雄廠：嘉義縣民雄鄉中央村田中央20號之37
- 桃園廠：桃園市平鎮區金陵路二段383-1號

## 關係企業

### 新村國際有限公司(飲)
- 魚池新語：13間
- Tea's原味/白巷子：集團旗下最大事業體，339間，經2021年調查數據為台南市最受歡迎飲料店，雖公司登記於嘉義市，主要店鋪也分佈在台南而非嘉義[8]
- 紅茶洋行/紅茶帝國：214間
- 永貞新村(紅茶冰雞蛋糕，雞蛋糕，紅茶冰）：40間
- 黑波堂：7間

### 力天世紀餐飲系統(食)
- 早安山丘：力天主要事業體，180間
- 藍盤子：30間
- 金喜屋：3間
- 宜華蛋餅：30間
- 丸佳烤吐司：4間

## 關聯條目
- 文化路夜市